# Cyprinella
A Cyprinella  a csontos halak (Osteichthyes) főosztályának sugarasúszójú halak (Actinopterygii)  osztályába, a pontyalakúak (Cypriniformes) rendjébe, a pontyfélék (Cyprinidae) családjába, és az Leuciscinae alcsaládjába tartozó nem.

## Rendszerezés
- Cyprinella lepida (Girard, 1856)
- Cyprinella formosa (Girard, 1856) syn: Cyprinella santamariae
- Cyprinella analostana (Girard, 1859)
- Cyprinella caerulea (Jordan, 1877)
- Cyprinella callisema (Jordan, 1877)
- Cyprinella callistia (Jordan, 1877)
- Cyprinella camura (Jordan & Meek, 1884)
- Cyprinella chloristia (Jordan & Brayton, 1878)
- Cyprinella galactura (Cope, 1868)
- Cyprinella garmani (Jordan, 1885)
- Cyprinella labrosa (Cope, 1870)
- Cyprinella ornata (Girard, 1856)
- Cyprinella proserpina (Girard, 1856)
- Cyprinella rutila (Girard, 1856)
- Cyprinella whipplei (Girard, 1856)
- Cyprinella venusta (Girard, 1856)
- Cyprinella lutrensis (Baird & Girard, 1853)
- Cyprinella nivea (Cope, 1870)
- Cyprinella pyrrhomelas (Cope, 1870)
- Cyprinella spiloptera (Cope, 1867)
- Cyprinella stigmatura (Jordan, 1877)
- Cyprinella xaenura (Jordan, 1877)
- Cyprinella zanema (Jordan & Brayton, 1878)
- Cyprinella trichroistia (Jordan & Gilbert, 1878)
- Cyprinella callitaenia (Bailey & Gibbs, 1956)
- Cyprinella leedsi (Fowler, 1942)
- Cyprinella xanthicara (Minckley & Lytle, 1969)
- Cyprinella gibbsi (Howell & Williams, 1971)
- Cyprinella panarcys (Hubbs & Miller, 1978)
- Cyprinella bocagrande (Chernoff & Miller, 1982)
- Cyprinella alvarezdelvillari (Contreras-Balderas & Lozano, 1994)